# Sangue viennese
Sangue viennese (Wiener Blut) è un film musicale del 1942 diretto dall'austriaco Willi Forst.
Il soggetto è tratto da Wiener Blut, l'ultima operetta composta da Johann Strauss II poco prima della sua morte nel 1899. Strauß jr non riuscì a finirla e l'operetta vide la luce sotto la supervisione del compositore Adolf Muller jr. Nel film, le musiche originali sono di Willy Schmidt-Gentner che adattò i temi di Strauß, eseguiti dall'orchestra dei Wiener Philharmoniker.

## Trama
Il giovane conte Georg Wolkersheim giunge a Vienna insieme alla moglie Melanie per partecipare al Congresso di Vienna come rappresentante del piccolo stato di Reuss-Schleiz-Greiz. Tra i due coniugi e i loro dipendenti si instaura un clima di tensione a causa dell'informale stile di vita viennese. Dietro consiglio di Knöpfel, il suo domestico, Melanie si reca a Baden dalla zia, la baronessa Auersbach, lasciando a Vienna il marito. 
L'attrice Liesl Stadler, che insegna a ballare al conte Wolkersheim, viene presa per la moglie di costui e Wolkersheim la porta al ballo di corte facendola passare per sua moglie. Anche Melanie, rientrata a Vienna, partecipa al ballo e scopre che un'attrice si fa passare per lei. Decide allora di presentarsi come fosse lei l'attrice, per stuzzicare così il marito. Il giorno dopo, i due sposi si riconciliano. Il Congresso dovrebbe sancire l'integrazione del Reuss-Schleiz-Greiz alla Baviera ma il principe ereditario, quando capisce che la bella attrice al ballo era in effetti la vera contessa, garantisce la futura indipendenza dello staterello. I Wolkersheim possono ora restare a Vienna, mentre il principe Ypsheim prende Lisl sotto la sua protezione.

## Produzione
Il film fu prodotto dalla Deutsche Forst-Filmproduktion GmbH e dalla Wien-Film.

## Distribuzione
Il film uscì nelle sale cinematografiche tedesche il 2 aprile 1942. Fu uno dei film che rappresentarono la Germania alla 10ª Mostra internazionale d'arte cinematografica di Venezia del 1942 vincendo il Premio della Biennale (al regista Willi Forst). 
Nello stesso anno, venne distribuito anche nei Paesi Bassi (28 agosto, col titolo Weensch bloed), in Finlandia (8 novembre, col titolo Wieniläisverta), in Svezia (2 dicembre, col titolo Wienerblod) e in Francia (3 dicembre, col titolo Sang viennois). 
Il 4 aprile 1945, il film uscì anche in Portogallo. 
Negli Stati Uniti, si poté vedere solo nel 1951, presentato a New York il 21 marzo con il titolo Vienna Blood. 
Fu distribuito dalla Films International con i sottotitoli in inglese.